# Giedrius Arlauskis
Giedrius Arlauskis (Telšiai, 1 de dezembro de 1987) é um ex-futebolista lituano que atuava como goleiro.

## Títulos
FC Unirea Urziceni
Liga I:
- Campeões (1): 2008–09 Liga I